# Президентські вибори в Придністровській Молдавській Республіці 2011
П'яті президентські вибори в Придністровській Молдавській Республіці відбулися у два тури — 11 та 25 грудня 2011 року. Перемогу в обох турах здобув Євген Шевчук.
За отриманими даними після обробки 80% бюлетенів лідирує колишній голова парламенту Євген Шевчук із понад 39%, а чинний президент ПМР Ігор Смирнов іде третім. Відтак уже 12 грудня Смирнов подав до Центральної виборчої комісії Придністров'я клопотання визнати президентські вибори недійсними через «численні порушення», а також провести нові вибори. Смирнов зауважив, зокрема, порушення його конкурентами на виборах законодавства про передвиборну агітацію. Рішення ЦВК з цього приводу очікують 14 грудня.
Загалом до ЦВК ПМР надійшло близько 30 скарг від кандидатів у президенти та інших виборців.

## Рейтинг
| Конкуренти          | ДАЦ «SOCIUM» | «Вымпел» |  |
| ------------------- | ------------ | -------- |  |
| Ігор Смирнов        | 20,4 %       | 19,1 %   |  |
| Євген Шевчук        | 33,1 %       | 16,4 %   |  |
| Анатолій Камінський | 11,9 %       | 36,7 %   |  |
| Олег Хоржан         | 8,4 %        | 0,5 %    |  |
| Дмитро Соїн         | 1,5 %        | 0,5 %    |  |
| Андрій Сафонов      | -            | 0,2 %    |  |
| Проти всіх          | -            | 5,9 %    |  |

## Результати

### Перший тур
| № у виборчому бюлетені | Ім'я кандидата        | Кількість голосів | Відсотки від загальної кількості |
| ---------------------- | --------------------- | ----------------- | -------------------------------- |
| 1.                     | Анатолій Камінський   | 65 330            | 26,30 %                          |
| 2.                     | Андрій Сафонов        | 1 303             | 0,53 %                           |
| 3.                     | Ігор Смирнов          | 61 248            | 24,66 %                          |
| 4.                     | Дмитро Соїн           | 1 441             | 0,58 %                           |
| 5.                     | Олег Хоржан           | 12 646            | 5,13 %                           |
| 6.                     | Євген Шевчук          | 95 765            | 38,55 %                          |
| 7.                     | Проти всіх            | 4 667             | 4,15 %                           |
| Зіпсованих             | Зіпсованих            | 202               | ?                                |
| Всього (явка 58,88 %)  | Всього (явка 58,88 %) | 248 386           | 100,00 %                         |

За повідомленням представника ЦВК В. Чухненка, ЦВК отримала скаргу від довіреної особи Ігоря Смирнова щодо визнання виборів недійсними. На думку членів ЦВК, підстав для задоволення скарги і скасування підсумків голосування не було виявлено.

### Другий тур
Другий тур виборів відбувся 25 грудня 2011 року.
| № у виборчому бюлетені | Ім'я кандидата      | Кількість голосів | Відсотки від загальної кількості |
| ---------------------- | ------------------- | ----------------- | -------------------------------- |
| 1.                     | Анатолій Камінський | 44 071            | 19,6 %                           |
| 2.                     | Євген Шевчук        | 165 502           | 73,88 %                          |
| 3.                     | Проти всіх          | 9 977             | 4,45 %                           |
| Недійсні               | Недійсні            | 4 387             |                                  |
| Зіпсовано              | Зіпсовано           | 98                |                                  |
| Втрачено               | Втрачено            | 17                |                                  |
| Всього (явка %)        | Всього (явка %)     | 52,46 %           |                                  |